# Podręczna encyklopedia handlowa
Podręczna encyklopedia handlowa – trzytomowa polska encyklopedia ekonomiczna, która wydana została w 1931 w okresie II RP w Poznaniu przez wydawnictwo Poznańska Spółka Wydawnicza oraz Izbę Przemysłowo Handlową .

## Komitet redakcyjny
Encyklopedię redagował komitet redakcyjny, na czele którego stał Franciszek Maciejewski. W skład komitetu redakcyjnego wchodzili (W nawiasach używane są inicjały nazwisk, którymi podpisane zostały hasła encyklopedyczne): Franciszek Maciejewski wiceprezes Izby Przemysłowo-Handlowej w Poznaniu i Wiceprezes Związku Fabrykantów w Poznaniu, dr. Stanisław Waschko, dyrektor Izby Przemysłowo-Handlowej w Poznaniu, dr. Jan Hryniewiecki - adwokat, em. wiceprezes Sądu Okręgowego w Poznaniu; Bolesław Olszewicz - kierownik Biblioteki Wyższej Szkoły Handlowej w Poznaniu, Jan Barchwic - sekretarz Komitetu .
Współpracownicy tomu pierwszego "Podręcznej Encyklopedii Handlowej". Tadeusz Adamczewski - dyr. Komunalnego Banku Kredytowego w Poznaniu (T.A.); dr. Karol Bertoni - minister pełnomocny Rzeczypospolitej (K. B.); dr. Kazimierz Celichowski, dyr. Stacji doświadczalnej Wielkopolskiej Izby Rolniczej (S. C); dr. Władysław Deszczka (W. D.); dr. Julian Flatau, zast.prof. Uniw.Pozn. (J.F.); Józef Gieysztor, em. wicedyr. departamentu Min. Komunikacji (J. G.); Karol Gliński, dyr. Tow. Ubezp. "Przezorność" w Warszawie (K. G).; Kazimierz Homan, wykładający w W. S. H. w Poznaniu (K. H.); Michał Howorka, adwokat w Poznaniu (M. H.); dr. Jan Hryniewiecki, cm. wiceprezes Sądu Okręgowego, adwokat w Poznaniu (P. H.); Dr. Julian Hubert, wicestarosta krajowy - zast. prof. Uniw. Pozn. (J.H.) -  Franciszek Kolbuszewski - em. wiceprezes Izby Skarbowej w Poznaniu (F. K-), Stefan Franciszek Królikowski - naczelnik wydziału Min. Przem. i Handlu (S. Fr. K-), dr. Edward Lipiński - prof. W. S. H. w Warszawie, dyr. Instytutu badania koniunktur gosp. (E. L); August Łukaszewicz, naczelnik wydziału Izby Przemysłowo-Handlowej w Poznaniu (Ł.), Stanisław Marciniak, wykładający w W. S. H. w Poznaniu (S. M.); Dr. Juljusz Mikołajski, wykładający w W. S. H. w Poznaniu (J. M.); Ini. Ryszard Minchejmer, naczelnik wydziału Min. Rob. Publ. (R. M.), dr. Jan Muszkowski, dyr. Bibljoteki Ord. Krasińskich w Warszawie (M.); Bolesław Olszewicz, bibliotekarz W. S. H. w Poznaniu (B.O.), dr. Edmund Piechocki, dyr. Banku m.Poznania(E.P.); Stefan Ropp - dyr. Targów Poznańskich(S.R.), Marceli Scheffs - dyr. Banku Ziemstwa Kredyt, w Poznaniu (M.S.), major sł. int. Schwarz (Mjr. S.), dr. Emil Schmidt, em. prezes P.K.O., Witold Skalski - dyr. Liceum Handlowego w Bydgoszczy (W. S.), Alfred Siebeneichen - naczelnik wydziału Min. Przem. i Handlu przy Komisariacie Generalnym Rzeczypospolitej Polskiej w Gdańsku (A. S.), dr. Edward Taylor, prof. U niw. Pozn. (Eta), dr. Stanisław Waschko - dyr. Izby Przemysł.-Handl. w Poznaniu (St. W.), Stefan Woyzbun, prof. Szkoły Nauk Politycznych w Warszawie (S-n W.); Stefan Zardecki, wykładający w W. S. H. w Poznaniu (S. Z) .

## Tomy
Wydano w sumie 3 tomy:
- T. 1 (A-Ko)[1] ,
- T. 2 (Kr-Prz)[1] ,
- T. 3 (prz-Ż)[1] ,